# Phare de Bush Point
Le phare de Bush Point est un phare situé sur le rivage sud-ouest de l'île Whidbey une île située à l'est du détroit de Juan de Fuca  et au nord du Puget Sound (comté d'Island), dans l'État de Washington (États-Unis).  
Ce phare est géré par la Garde côtière américaine, et les phares de l'État de Washington sont entretenues par le district 13 de la Garde côtière  basé à Seattle.

## Histoire
Le passage entre Bush Point sur l'île Whidbey et Marrowstone Island (en) est le plus étroit passage nord du Puget Sound. Il a été marqué pour la première fois par un phare privé installé en 1858, par la famille Farmer, les premiers colons de Bush Point. Puis il fut remplacé par un feu du Conseil des phares en 1894. Pour améliorer la navigation dans cette région un phare à éclairage automatique fut demandé. Il fut mis en service en 1933.

## Description
C'est une tourelle pyramidale, avec galerie, de 6 m de haut. Elle fut construite en béton armé et elle est peinte en blanc. Le feu, ainsi qu'un signal de brume, sont alimentés à l'énergie électrique.
Le feu émet, à une hauteur focale de 7,5 m, un éclat blanc toutes les 2,5 secondes. Sa portée nominale est de 7 milles nautiques (environ 13 km). La corne de brume a été interrompue en 1976.
Identifiant : ARLHS : USA-1063 - Amirauté : G4803 - USCG : 6-16505 .

## caractéristique dufeu maritime
Fréquence : 2,5 secondes (W)
- Lumière : 0,5 seconde
- Obscurité : 2 secondes

### Lien connexe
- Liste des phares de l'État de Washington